# Antonio Fagiuoli

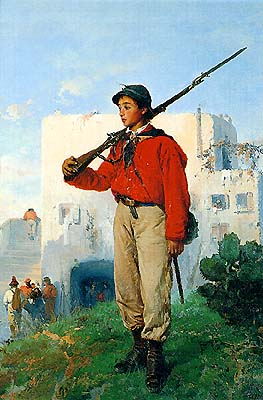
Sentinella garibaldina di Girolamo Induno

Antonio Fagiuoli (Parona di Valpolicella, 9 maggio 1847 – Pieve di Ledro, 18 luglio 1866) è stato un patriota italiano.

## Biografia
Nacque il 9 maggio 1847 a Parona di Valpolicella, un ex piccolo Comune della Valpolicella, oggi frazione di Verona, dal medico-farmacista Giovanni Battista e Maria Luigia Bernardinelli. Fu studente in  farmacia presso l'università di Padova.
Allo scoppio della terza guerra di indipendenza corse ad arruolarsi nel Corpo Volontari Italiani di Garibaldi. Incorporato nel 2º Reggimento del colonnello Pietro Spinazzi partecipò alle operazioni in Valvestino e il 15 luglio il Fagiuoli si accampava a Magasa per poi proseguire verso la Valle di Ledro incontro al suo tragico destino.
Morì difatti in combattimento il 18 luglio 1866 nella battaglia di Pieve di Ledro. L'esperienza maturata in camicia rossa, nella seconda compagnia del capitano Tommaso Marani del 2º Reggimento Volontari Italiani, è stata descritta da un suo discendente, Gianfranco Fagiuoli, nel libro 51 giorni con Garibaldi.